# Boab Island
Boab Island ist eine unbewohnte Insel im australischen Bundesstaat Western Australia. Die Insel gehört zu den Montebello-Inseln, einer Inselgruppe im Indischen Ozean. Sie ist 79 Kilometer vom australischen Festland entfernt. 
Sie ist 230 Meter lang, 100 Meter breit und drei Meter hoch. Die Nachbarinseln heißen Bloodwood Island, Corkwood Island und Dryandra Island.